# 瓦佳人
瓦佳人，又称沃茨人，是居住在英格里亞地區的一個民族。他們使用烏拉爾語系芬蘭語支的語言。現在瓦佳人的人口數量非常少。而瓦佳人的語言瓦佳语是瀕臨滅絕的語言。瓦佳人是居住在英格里亞地區的民族中歷史最古老的民族。